# Mario Unzueta Urquidi
Mario Unzueta Urquidi fue un pintor, poeta y periodista boliviano. Nació en la ciudad de Cochabamba en 1905. Fue profesor de dibujo en varias instituciones para luego ser director de la Escuela de Bellas Artes de Cochabamba de 1935 a 1953. Su pintura se caracteriza por retratar paisajes del valle de Cochabamba en el cual también se incluyen diferentes mitos y tradiciones locales. Fue director del vespertino La Época de 1940 a 1944. Falleció en 1983.

## Obras
- Valle (1945)
- Tierra de sol y miseria (1945)